# Димитровці
Дими́тровці (болг. Димитровци) — село у Великотирновській області Болгарії. Входить до складу общини Велико-Тирново.

## Населення
За даними перепису населення 2011 року у селі проживали 16 осіб.
Національний склад населення села:
| Національність   | Кількість осіб | Відсоток |
| ---------------- | -------------- | -------- |
| болгари          | 13             | 81,3%    |
| турки            | 0              | 0%       |
| цигани           | 0              | 0%       |
| інша             | 0              | 0%       |
| не визначились   | 3              | 18,8%    |
| Всього відповіли | 16             |          |

Розподіл населення за віком у 2011 році:
Динаміка населення: